# Seven Keys Lodge
Le Seven Keys Lodge – autrefois Baldpate Inn – est un lodge américain dans le comté de Larimer, dans le Colorado. Protégé au sein de la forêt nationale de Roosevelt, il est situé à proximité immédiate de la bordure orientale du parc national de Rocky Mountain, et en particulier de son lac Lily.
Construit dans un style rustique durant la seconde moitié des années 1910, l'hôtel est inscrit au Registre national des lieux historiques depuis le 11 janvier 1996. Il est remarquable, notamment, pour sa collection de clés.